# Källtorpsmo
Källtorpsmo är en småort i Ljungby socken i Kalmar kommun, Kalmar län belägen öster om orten Trekanten.